# Brzezie (gromada w powiecie gostyńskim)
Brzezie – dawna gromada, czyli najmniejsza jednostka podziału terytorialnego Polskiej Rzeczypospolitej Ludowej w latach 1954–1972.
Gromady, z gromadzkimi radami narodowymi (GRN) jako organami władzy najniższego stopnia na wsi, funkcjonowały od reformy reorganizującej administrację wiejską przeprowadzonej jesienią 1954 do momentu ich zniesienia z dniem 1 stycznia 1973, tym samym wypierając organizację gminną w latach 1954–1972.
Gromadę Brzezie z siedzibą GRN w Brzeziu utworzono – jako jedną z 8759 gromad na obszarze Polski – w powiecie gostyńskim w woj. poznańskim, na mocy uchwały nr 20/54 WRN w Poznaniu z dnia 5 października 1954. W skład jednostki weszły obszary dotychczasowych gromad Brzezie, Czajkowo, Czachorowo i Gola ze zniesionej gminy Gostyń oraz miejscowość Aleksandrowo z dotychczasowej gromady Grodzisko ze zniesionej gminy Poniec w tymże powiecie. Dla gromady ustalono 17 członków gromadzkiej rady narodowej.
1 stycznia 1962 do gromady Brzezie włączono miejscowość Sikorzyn i Pijanowice ze znoszonej gromady Krobia Stara w tymże powiecie.
4 lipca 1968 gromadę zniesiono, a jej obszar włączono do gromady Gostyń w tymże powiecie.